# ジャパンモデルエージェンシー
株式会社ジャパンモデルエージェンシー は、1981年に設立されたモデル&タレントプロダクション（一般社団法人日本モデルエージェンシー協会 正規会員）である。

## 所属モデル・タレント
所属する主なモデル、タレントは以下の通り。
- 小林よしえ
- 純美
- 前田哲

## モデルの稼働実績
- ファッションショー/ブライダルショー
- TV・RADIO
- CM / VP / インフォマーシャル
- スチール
- 舞台・映画
- その他

## 関連団体
- 一般社団法人 日本生活文化推進協議会(Japan Life-style Culture Association = JLCA)

ジャパンモデルエージェンシー現社長の金住哲子が理事長を務め、ベスト・ファーザー賞 in 関西などを推進している。